# Zyklisches Sieben
Zyklisches Sieben ist ein mathematisches Phänomen aus der Kombinatorik. Es tritt dann auf, wenn das Berechnen der erzeugenden Funktion an den Stellen der Einheitswurzeln gleichzeitig ein Abzählen von Symmetrieklassen von Objekten ist, auf die eine zyklische Gruppe wirkt.

## Definition
Sei {\displaystyle X} eine endliche Menge und {\displaystyle C_{n}=\langle a\rangle } eine zyklische Gruppe der Ordnung {\displaystyle n}, welche auf {\displaystyle X} operiert. Sei {\displaystyle P(q)\in \mathbb {Z} [q]} ein Polynom mit ganzzahligen Koeffizienten in {\displaystyle q}. Für ein {\displaystyle d\in \mathbb {Z} } bezeichnen wir mit {\displaystyle \zeta ^{d}} die Einheitswurzeln
{\displaystyle \zeta ^{d}:=\exp \left(2\pi \mathrm {i} {\tfrac {d}{n}}\right).}
Das Triple {\displaystyle (X,P(q),C_{n})} besitzt das Zyklisches-Sieben-Phänomen (CSP von englisch cyclic sieving phenomenon) falls für alle {\displaystyle d\in \mathbb {Z} } die Gleichung
{\displaystyle |\{x\in X\colon g^{d}\circ x=x\}|=P(\zeta ^{d})}
gilt. Das heißt, das Polynom ausgewertet an den Einheitswurzeln {\displaystyle \zeta ^{d}} ist gleich der Anzahl der Element in {\displaystyle X}, für die {\displaystyle g^{d}\circ x=x} gilt.
Da {\displaystyle P(1)=|X|} gilt, ist {\displaystyle P(q)} eine erzeugende Funktion von {\displaystyle X} genannt das q-Analogon von {\displaystyle X}.

## Beispiel
Sei {\displaystyle n,k\in \mathbb {N} } mit {\displaystyle 0\leq k\leq n}. Bezeichne mit {\displaystyle M_{k}=i_{1}i_{2}\dots i_{k}} eine Multimenge auf {\displaystyle [n]:=\{1,2,\dots ,n\}} mit {\displaystyle k} Elementen und {\displaystyle 1\leq i_{1}\leq i_{2}\leq \cdots \leq i_{k}\leq n}.  Dann sei {\displaystyle X} die Familie
{\displaystyle X=\left(\!\!{\dbinom {[n]}{k}}\!\!\right):=\{M_{k}\colon M_{k}\;{\text{ist eine }}k{\text{-Multimenge von }}[n]\}}
und für die Kardinalität gilt
{\displaystyle |X|={\binom {n+k-1}{k}}.}
Betrachte die zyklische Gruppe {\displaystyle C_{n}=\langle (1,2,\dots ,n)\rangle }. Dann wirkt die Gruppenoperation {\displaystyle g\in C_{n}} auf {\displaystyle M_{k}} wie folgt
{\displaystyle gM_{k}=g(i_{1})g(i_{2})\dots g(i_{k}).}
Als {\displaystyle P(q)} wählen wir den q-Binomialkoeffizient
{\displaystyle P(q)={\binom {n+k-1}{k}}_{q}:={\frac {[n+k-1]_{q}!}{[k]_{q}![n-1]_{q}!}}}
wobei {\displaystyle [k]_{q}!:=[k]_{q}[k-1]_{q}\cdots [1]_{q}} und {\displaystyle [k]_{q}:=1+q+q^{2}+\dots +q^{k-1}} das q-Analogon von {\displaystyle k} bezeichnet. Es lässt sich zeigen, dass das Tripel {\displaystyle (X,P(q),C_{n})} das CSP besitzt.
Als konkretes Beispiel wähle {\displaystyle n=3,\;k=2}. Es gilt {\displaystyle X=\{11,22,33,12,13,23\}} und {\displaystyle C_{3}=\{e,(1,2,3),(1,3,2)\}}. Sei {\displaystyle g=(1,2,3)} dann ist
{\displaystyle (1,2,3)11=22,\quad (1,2,3)22=33\quad (1,2,3)33=11,\qquad (1,2,3)12=23,\qquad (1,2,3)13=12,\qquad (1,2,3)23=13.}
Dann ist das entsprechende Polynom
{\displaystyle P(q)={\binom {4}{2}}_{q}={\frac {[4]_{q}!}{[2]_{q}![2]_{q}!}}=1+q+2q^{2}+q^{3}+q^{4}.}